# Єргесян Рубен Акопович
Рубен Акопович Єргесян (нар. 6 січня 1909, Бітліс) — радянський вчений в галузі селекції винограду і ампелографії. Доктор сільськогосподарських наук з 1970 року.

## Біографія
Народився 6 січня 1909 року м місті Бітлісі (нині Туреччина). 1936 року закінчив Вірменський сільськогосподарський інститут. З 1936 року на науково-дослідних роботі. Член ВКП(б) з 1944 року. У 1950—1979 роках — завідувач відділом агротехніки Вірменського науково-дослідного інституту виноградарства, виноробства і плодівництва, з 1980 року — науковий консультант того ж інституту.

## Наукова діяльність
Вченим вивчені афінітет і адаптація 16 підщепних і 15 прищепних сортів винограду, виведені 5 філоксеростійких і 2 крупноягідних кишмишних сорти винограду, розроблена і впроваджена у виробництво високоефективна зіркоподібна форма куща, технологія споруди східчастих терас і комплекс агротехнічних заходів обробітку на них виноградників, технологія обробітку винограду в неполивних умовах північних районів Вірменія та інше. Автор 4 книг, 11 брошур і 2 винаходів. Серед робіт:
- Ампелографія Вірменської РСР. — Єреван, 1947. — Т. 1.(у співавторстві)(вірм.).